# Sergey Stepanov
Sergey Stepanov, född 3 september 1984 i Tiraspol, är saxofonist i bandet SunStroke Project.
I Eurovision Song Contest 2010 i Oslo medverkade SunStroke Project tillsammans med Olia Tira i semifinal 1 och representerade Moldavien. Stepanovs saxofonframträdande i musikstycket har extraherats och blivit en meme under namnet Epic Sax Guy eller Sax roll (jämför Rickroll). Vissa videoklipp på Youtube där endast Stepanovs saxofonframträdande spelas har nått flera miljoner visningar.
Han deltog även i Eurovision Song Contest 2017 med låten Hey Mamma. Hans saxofonsolo blev som en meme känt som "Ultra Sax Guy".